# Мат Коел
Мат Коел (на английски: Matt Koehl) е американски политик – неонацист, роден на 22 февруари 1935 г.
След убийството на Джордж Линкълн Рокуел става лидер на преименуваната Американска нацистка партия („Националсоциалистическа партия на белите хора“).